# Entrégate
"Entrégate" é uma canção escrita e produzida por Juan Carlos Calderón e intepretada pelo cantor mexicano Luis Miguel. Foi lançada como o segundo single do álbum 20 Años e se tornou o quinto single do cantor a ficar na primeira posição na Hot Latin Tracks. 

## Informações
Uma versão em inglês da canção foi gravada e intitulada como "Before the Dawn", porém, como a outra faixa do álbum "Alguién Como Tú" (Somebody in Your Life), escrita originalmente por Diane Warren, não teve boas críticas no Reino Unido, Luis Miguel desistiu do projeto e decidiu não gravar mais versões em inglês de suas canções. Um bootleg da canção pode ser encontrado no YouTube, assim como o de "Fría Como el Viento".
"Entrégate" foi incluída no repertório da turnê 20 Años em 1990, e cinco anos depois, o cantor a interpretou em um medley junto com as canções "Yo Qué No Vivo Sin Tí", "Culpable o No", "Más Allá", "Fría Como el Viento", "Tengo Todo Excepto a Tí" e "La Incondicional" em um show no Auditorio Nacional no México. Esse show seria gravado para o álbum El Concierto. Em 2005, a canção foi incluída na coletânea Grandes Éxitos.

## Formato e duração
- 7" single, airplay, CD single

1. "Entrégate" – 4:24

## Charts
| Chart (1991)    | Posição |
| --------------- | ------- |
| Hot Latin Songs | 1       |